# Flugunfall in Budapest 1961
Der Flugunfall in Budapest 1961 ereignete sich am 6. August 1961. An diesem Tag stürzte die einzige von der ungarischen staatlichen Fluggesellschaft Malév betriebene Douglas TS-62 (HA-TSA), ein ehemals von der United States Air Force erbeutetes Flugzeug, während eines Charter-Rundfluges über Budapest im Stadtgebiet ab. Bei dem Unfall starben 30 Menschen. Bis zum Flugunfall der TAROM bei Békéssámson im Jahr 1963 handelte es sich um den schwersten Flugunfall in Ungarn.

## Maschine
Bei dem Flugzeug handelte es sich um eine als Douglas C-47-A-90-DL gebaute Douglas TS-62 (DC-3). Die Maschine mit der Werknummer 20492 wurde während des Zweiten Weltkrieges, im Jahr 1944, im Werk der Douglas Aircraft Company in Long Beach, Kalifornien gebaut. Die C-47 wurde anschließend mit dem militärischen Luftfahrzeugkennzeichen 43-16026 an die United States Army Air Forces (USAAF) ausgeliefert. Die C-47 wurde von zwei Doppelsternmotoren Pratt & Whitney R-1830-92 Twin Wasp mit je 1.200 PS Leistung angetrieben.

### Zwischenfall 1951
Am 19. November 1951 war die Maschine in einen Zwischenfall verwickelt. Nach einem Start von der Erding Air Base zu einem Flug zum Flughafen Belgrad verirrten sich die Piloten im Luftraum von Jugoslawien und die vier Besatzungsmitglieder flogen versehentlich um 14:01 Uhr in den ungarischen Luftraum ein, da der starke Südwestwind an diesem Tag die Maschine von ihrem Kurs abbrachte, bis sich diese über dem Mecsek befand. Die Piloten bemerkten dann ihren Fehler und flogen auf die jugoslawische Grenze zu, wo sie jedoch durch ein US-amerikanisches Grenzschutzflugzeug beschossen wurden, das die Maschine für ein Flugzeug einer Streitmacht des Warschauer Paktes hielt. Die Piloten flogen daraufhin über den Süden Ungarns um 14:35 Uhr nach Rumänien ein, doch nachdem die Maschine auch dort unter Beschuss geriet, kehrte sie wieder nach Ungarn um. Um 16:22 Uhr flog die Maschine bei Pilu wieder in den ungarischen Luftraum ein. Zu diesem Zeitpunkt war die Sowjetunion auf die Angelegenheit aufmerksam geworden. Die Maschine wurde durch Abfangjäger vom Typ MiG-15 der Sowjetischen Luftwaffe verfolgt und um 17:53 Uhr zur Landung in Pápa gezwungen. Die Besatzungsmitglieder wurden zu Spionen erklärt und die zeitgenössische Satirezeitschrift Ludyas Matyi parodierte den Zwischenfall. Der Besatzung wurde nach einer Zahlung einer Strafe in Höhe von 120.000 US-Dollar am 27. Dezember 1951 die Ausreise gestattet, die Maschine wurde beschlagnahmt und verblieb in Ungarn.

### Betrieb der Maschine in Ungarn
Von 1952 bis 1955 flog die Maschine mit dem militärischen Luftfahrzeugkennzeichen 026 für die Ungarische Volksarmee. Anfang 1956 übernahm die staatliche ungarische Fluggesellschaft Malév die Maschine, die mit Maschinen des Typs Lissunow Li-2 selbst eine Lizenzversion der Douglas DC-3 betrieb. Die Triebwerke wurden durch sowjetische vom Typ AS-62IR aus der Lissunow Li-2 ausgetauscht, womit sich die Typenbezeichnung in Douglas TS-62 änderte. Die Maschine wurde mit dem ungarischen Luftfahrzeugkennzeichen HA-TSA wiederzugelassen. Ab dem 6. September 1956 wurde sie als Passagierflugzeug mit 18 Sitzplätzen betrieben, ab 1959 war sie mit 21 Sitzplätzen für Passagiere bestuhlt. Die HA-TSA war die einzige originale, in den USA gefertigte Douglas DC-3 der Malév und damit ein Einzelstück.

### Zwischenfall 1960
Am 16. Dezember 1960 war die Maschine in einen Zwischenfall verwickelt, bei dem sie beschädigt wurde. An diesem Tag hob sie mit vier Passagieren an Bord aus Szeged zu einem Flug nach Budapest ab. Während des Rotierens brach das rechte Fahrwerk, was Kapitän János Németh erst nach dem Start bemerkte. Die Piloten flogen die Maschine den ganzen Weg nach Budapest mit ausgefahrenem Fahrwerk. Bei der Notlandung in Budapest kippte die Maschine um und kam auf der Flugzeugnase liegend zum Stillstand.

## Unfall 1961

### Passagiere, Besatzung und Flugplan
An Bord der Maschine befanden sich 23 Passagiere sowie eine vierköpfige Besatzung unter Leitung des Kapitäns Róbert Hoffmann. Unter den Passagieren befanden sich 17 Erwachsene und sechs Kinder, von denen das jüngste fünf Jahre alt war. Es sollte ein sommerlicher Rundflug über Budapest durchgeführt werden, diese Flüge der Malév waren seinerzeit sehr beliebt. Es handelte sich an diesem Tag bereits um den fünften Flug dieser Art. Die Anzahl der Passagiere überstieg mit 23 Personen die Anzahl der Sitzplätze.

### Unfallhergang
Die Maschine startete um 16:44 Uhr vom Flughafen Budapest und überflog dann den Ortsteil Zugló. Vermutlich zur Unterhaltung der Passagiere führten die Piloten Kunstflugmanöver durch. Sie flogen die Maschine erst wellenförmig auf und ab, anschließend flogen sie eine Linkskurve in einer Höhe von etwa 450 Metern. Danach ließen sie die Maschine in einer Flughöhe von 400 Metern abwechselnd nach links und rechts rollen, während sie die Douglas auf- und abwärts flogen. Etwa 12 Minuten nach dem Start verloren die Piloten in einer eng geflogenen Linkskurve die Kontrolle über die Maschine. Es kam zu einem Strömungsabriss, die Douglas rollte nach rechts über und stürzte in Rückenlage in Zugló in ein Wohngebäude in der Lumumba-Straße (ungarisch: Lumumba utca; heute: Róna-Straße, ungarisch: Róna utca), Hausnummer 224. Das Wrack zerbrach in zwei Teile, wobei der vordere Teil auf dem Dach des Gebäudes liegen blieb. Bei dem Absturz starben alle 27 Personen an Bord der Maschine. Der hintere Wrackteil stürzte zu Boden und erschlug dort drei Jugendliche, die sich im Hof aufhielten. Dass es nicht noch mehr Opfer am Boden gab, war dem Umstand geschuldet, dass nach dem Absturz kein Brand ausgebrochen war.

### Unfalluntersuchung
Wie sich herausstellte, hatte trotz der durchgeführten Kunstflugmanöver keiner der Passagiere einen Sicherheitsgurt angelegt.
Untersuchungen ergaben, dass das Flugzeug technisch in Ordnung gewesen war. Höchstwahrscheinlich hatte die Besatzung gegen die Flugregeln verstoßen. Zwei Passagiere, die den Piloten bekannt waren, wurden während des Fluges ins Cockpit gelassen und unterhielten sich mit den Piloten. Nach dem Unfall in Zugló waren Rundflüge über Budapest lange Zeit verboten.

### Mediale Berichterstattung
Nach dem Zwischenfall berichteten verschiedene ungarische Medien über den Unfall. In der zentralen Tageszeitung der Ungarischen Sozialistischen Volkspartei, Népszabadság, wurde dem Thema wenig Aufmerksamkeit gegeben. Am 8. August 1961 erschien eine kurze, 12-zeiligen Nachricht auf Seite 11 der Zeitung.